# Xã Reading, Michigan
Xã Reading (tiếng Anh: Reading Township) là một xã thuộc quận Hillsdale, tiểu bang Michigan, Hoa Kỳ. Năm 2010, dân số của xã này là 1.765 người.